# Сукоби Срба и Турака 1862. у Београду
У сукобе Срба и Турака у Београду 1862. године убрајају се инцидент на Чукур чесми када је убијен један српски дечак и тиме изазван сукоб већих размера. Посебно се издаваја турско бомбардовање београдске вароши. Последица догађаја је напуштање Београда и Србије од стране Турака.

## Историјски контекст
Као први и основни задатак, кнез Михаило је сматрао припрему свог народа за рат са Турцима. Због тога су се, одмах по његовом доласку на власт (1860), односи између Србије и Турске почели заоштравати. Већ у јануару 1861. године цариградска штампа оштро напада српског кнеза, оптужујући га за нереде на границама Босне. Службене „Српске новине“ су одговориле истом мером, истичући да Турци у Србији праве нереде, пљачке и убијају недужно становништво. После Преображенске скупштине, на којој је усвојен Закон о устројству народне војске и Закон о Државном савету, српско-турски односи ушли су у акутну фазу. Дошло је до првих инцидената код Сокола и у Ужицу. Затегнутост је све више нарастала.
Преуређењем жандармерије Београд је од 1860. имао две полиције, српску и турску. Српска полиција је била надлежна за српски део вароши, линија раздвајања је ишла од Дунава, од Видин капије, шанцем на Стамбол капију, па се продужавала на Варош капију и силазила Сави на Сава капију. Било је српских кућа у турском делу вароши, па је и седиште полиције било у том делу, поред седишта турске полиције, само их је раздавајала једна уска улица. Сукоби између становника српских и турских, као и надлежности полиција српске и турске били су чести. Турска полиција је појачавана низамским (војним) одредима из градске посаде. Закон из 1860. српска жандармерија је установљена као чета од 120 људи са војничким уређењем, командом и дисциплином.

## Инцидент на Чукур чесми
Дана 3/15. јуна 1862. године дошло је до инцидента на Чукур чесми између српских дечака и турских низама (војника) око тога ко ће први да захвати воду, сукоб се завршио тако што је један српски дечак убијен. Српски жандарми који су убрзо дошли ухапсили су убице, међутим њима је дошла помоћ других турских војника и то је прерасло у жесток окршај који је трајао целу ноћ. Главни окршај одиграо се на Великој пијаци и однео је неколико живота. Срби су затим извукли старе пушке, јатагане и ханџаре и на јуриш заузели Варош капију, а Сава капију и Стамбол капију порушили. На интервенцију страних конзула пре свега британског конзула Лонгворта, тада је закључено примирје које су потписали Ашир-паша и министар Гарашанин као и представници страних сила. Сутрадан су сахрањени погинули полицијски чиновници и жандарми. Српским полицијским снагама у граду тада је управљао Михаило Барловац, а војним Ранко Алимпић.

## Бомбардовање Београда
После потписаног примирја изгледало је да је ствар завршена. Одједном Турци су 5/17. јуна у 9 сати ујутро почели да бомбардују српску варош из тврђаве на Калемегдану, на опште изненађење грађана. Бомбардовање је трајало пуних пет часова из 56 тврђавских топова. Том приликом погинуло је 50, а рањено 20 лица. Порушено је и оштећено око 380 кућа. Кнез Михаило је прогласио ратно стање у Београду, где се идућих дана окупило око 15000 војника, међу којима је била и једна бугарска чета формирана ради стварања командног кадра будућег бугарског устанка. Велика узрујаност захватила је целу земљу, ишчекивало се неко решење и излаз из те ситуације.
Из Земуна су истог дана дошли пароброди да прихвате избеглице, азил је омогућен свима без обзира на националну и верску припадност. Тада се Земун напунио великим бројем избеглица.

## Епилог
Оружани сукоб већих размера је спречен интервенцијом великих сила, које су, у јулу 1862, сазвале међународну конференцију у Канлиџи код Цариграда ради решавања српско-турског спора. После дугих преговора конференција је донела ову одлуку: да се Турци иселе из Србије, сем из Београда, Шапца, Смедерева и Кладова; да се поруше утврђени градови Соко и Ужице и да српска влада плати Турцима одштету за напуштена имања у Србији. На основу ове одлуке Турци су се до краја 1863. иселили из целе Србије осим из Малог Зворника и Сакара на Дрини и поменутих утврђених градова.
Неколико година касније, 1867. године, Турци су напустили и последња четири утврђена града у Србији: Београд, Смедерево, Кладово и Шабац, док су Ужице и Соко срушени раније. Султанов хатишериф је прочитан 6. априла 1867. и тада је Риза-паша предао кључеве београдске тврђаве кнезу Михаилу и последње турске трупе су напустиле Београд.